# Alta velocidad ferroviaria en Grecia

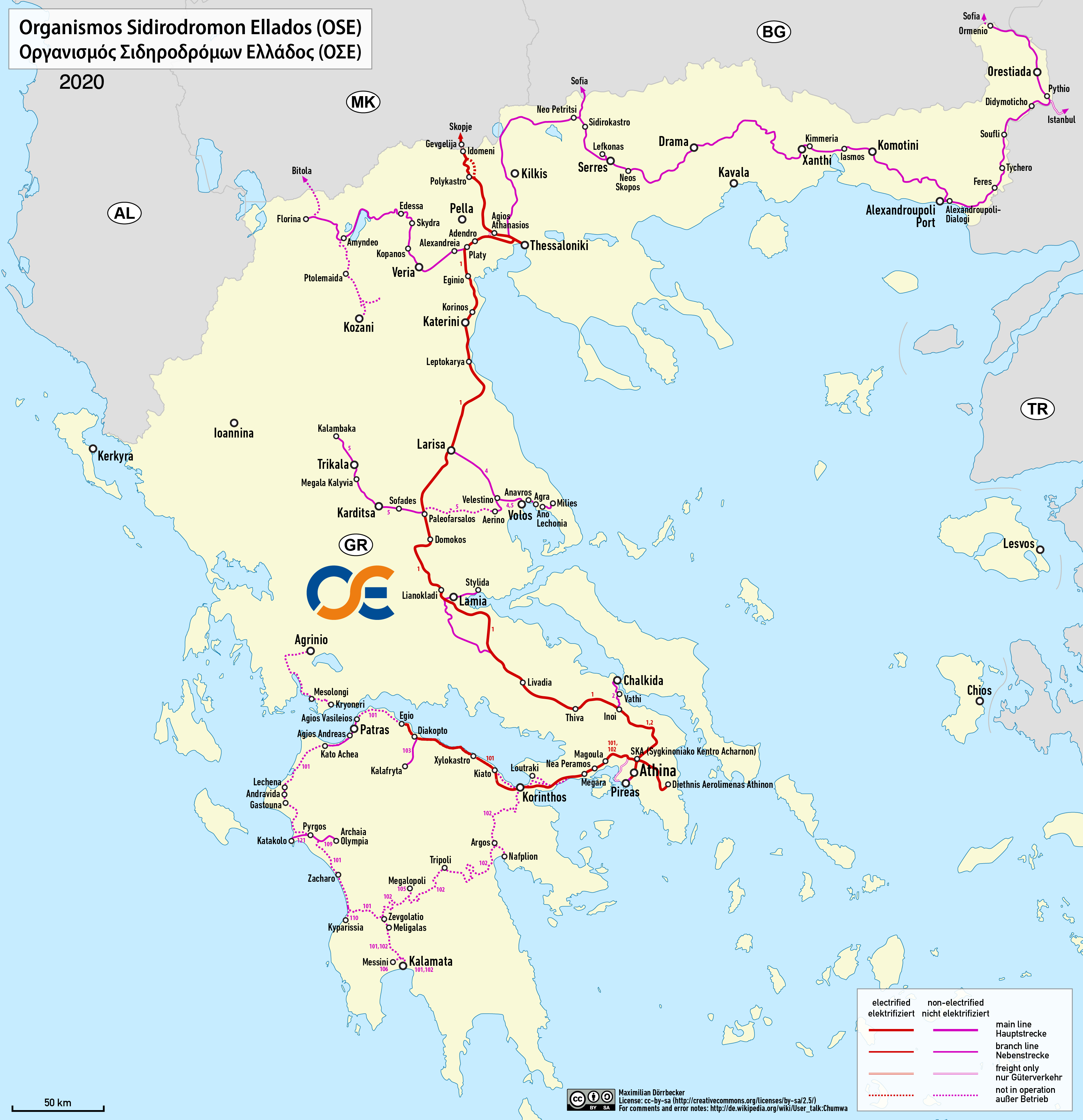
Líneas convencionales y de alta velocidad (rojo) de la República Helénica

La alta velocidad en Grecia se compone de una línea denominada Π.Α.Θ.Ε./Π - Σιδηροδρομικός άξονας Πατρών - Αθηνών - Θεσσαλονίκης - Ειδομένης/Προμαχώνα (PAThEP - Eje Patras-Atenas-Tesalónica -Eidomeni/Promajona; la cual es operada por la compañía TrainOSE (Organización de Ferrocarriles de Grecia) desde 1996. La línea se encuentra parcialmente en operación debido a retardos en la construcción y electrificación de los tramos.

## Historia
El desarrollo de una red ferroviaria moderna para Grecia ha sido un objetivo importante desde la década de 1990. En 1996, se le dio el visto bueno. La línea, que debería haberse inaugurado en 2004, unirá Patras, Atenas y Tesalónica con los países vecinos Macedonia del Norte y Bulgaria a través de las estaciones fronterizas de Idomeni y Promachonas, respectivamente.
En 2021, TrainOse (perteneciente a Ferrovie dello Stato Italiane), recibió por parte de Alstom, el primer tren renovado ETR 470, además Alstom realizará la modernización de un depósito en Salónica y se encargará del mantenimiento de los cinco trenes que constituirán la primera flota de alta velocidad en Grecia. El primer tren Pendolino tiene previsto comenzar a circular entre Atenas y Salónica a partir de marzo de 2021. Se espera que los otros cuatro trenes se entreguen a Salónica en otoño de 2021.